# Reguła Troutona
Reguła Troutona stwierdza, że: 
W warunkach stałego ciśnienia. Pod ciśnieniem standardowym stosunek molowej entalpii parowania {\displaystyle \Delta _{\mathrm {par} }H_{\mathrm {m} }} do temperatury wrzenia cieczy pod ciśnieniem stadardowym {\displaystyle T_{\mathrm {wrz} }} wynosi ok. 85 J • mol-1 • K-1 (zwykle od 84 do 92 J • mol-1 • K-1).
{\displaystyle {\frac {\Delta _{\mathrm {par} }H_{\mathrm {m} }}{T_{\mathrm {wrz} }}}\approx 85\;\mathrm {J} \cdot \mathrm {mol} ^{-1}\cdot \mathrm {K} ^{-1}}
Powyższa reguła nie stosuje się do cieczy charakteryzujących się zwiększonym stanem uporządkowania, np. silnie zasocjowanych (np. w wyniku istnienia wiązań wodorowych - jak woda). 
Jeżeli przyjmiemy, że faza pary i cieczy są czyste, to powyższą regułę możemy wykorzystać do obliczenia standardowej molowej entropii parowania w temperaturze wrzenia pod ciśnieniem standardowym: 
{\displaystyle {\frac {\Delta _{\mathrm {p} ar}H_{\mathrm {m} }^{o}}{T_{\mathrm {wrz} }}}=\Delta _{\mathrm {par} }S_{\mathrm {m} }^{o}}
Tak więc:
{\displaystyle \Delta _{\mathrm {par} }S_{\mathrm {m} }^{o}\approx 85\;\mathrm {J} \cdot \mathrm {mol} ^{-1}\cdot \mathrm {K} ^{-1}}